# Axel Kumlien
Ej att förväxla med arkitekten Axel Emanuel Kumlien (1882–1971).
Axel Frithiof Kumlien [-liːn], född 10 april 1833 i Härlunda socken, Västergötland, död 21 juli 1913 i Stockholm, var en svensk arkitekt.

## Biografi
Kumlien studerade vid Högre allmänna läroverket i Skara 1844–1845, vid Chalmerska slöjdskolan i Göteborg 1854–1857 och vid Tekniska byggnadsskolan i Holzmünden i Braunschweig 1858–1860.
Som arkitekt för Medicinalstyrelsen mellan åren 1874 och 1909 ritade han många sjukhus runtom i landet, bland annat Serafimerlasarettet, Ersta sjukhus och Sophiahemmet i Stockholm, Sahlgrenska i Göteborg, de akademiska sjukhusen i Lund och Uppsala, samt två av de tre så kallade jubileumssanatorierna.  
Axel Kumlien var även medarbetare till arkitekt Adolf W. Edelsvärd vid Statens Järnvägars arkitektkontor mellan åren 1860 och 1872. Han utformade dessutom flera hotellbyggnader, skolor, fängelser, stationsbyggnader och fabriker och var mycket produktiv. Hans stil var ofta inspirerad av fransk renässans. Han ritade bland annat Grand Hôtel (1874) och Jernkontoret (1875) i Stockholm.
Axel Kumlien var far till Akke Kumlien och äldre bror till arkitekten Hjalmar Kumlien (1837–1897), som han ofta samarbetade med under namnet Axel & Hjalmar Kumlien, bland annat när det gällde S:t Paulskyrkan på Södermalm i Stockholm.

## Verk i urval
- AB Atlas verkstäder, Stockholm, tillsammans med sin medhjälpare Erik Alfred Hedin
- Musikpaviljongen i Klockarängen, Åtvidaberg, 1869
- Brukshotellet, idag kulturhus, Åtvidaberg, 1869
- Grand Hôtel, Stockholm
- Täcka udden, Stockholm
- Piteå hospital och asyl, Piteå
- Malmö Latinskola, Malmö
- Stationshusen i Trollhättan, Mellerud, Öxnered och Åmål (efter samma ritningar)
- Strömbadet, Stockholm, 1882
- Kumlienska huset, ombyggnad, 1882
- Gamla Jernkontoret, Kungsträdgårdsgatan, Stockholm
- Sophiahemmet, Valhallavägen, Stockholm 1887
- Hotell Billingen, Skövde, 1888, i samarbete med bland andra Lars Kellman
- Fröbelinstitutet, Norrköping, 1891-1893
- Rådan, Sollentuna
- Kronprinsessan Lovisas vårdanstalt, Stockholm
- Rettigska huset, Stockholm
- Serafimerlasarettet, Stockholm
- Administrationsbyggnaden på Ulleråkers sjukhus i Uppsala, nu lokal för Medicinhistoriska museet, Uppsala
- Ersta sjukhus, Stockholm, 1907
- Stora Torp, Göteborg
- Akademiska sjukhuset, Uppsala
- Örebro länslasarett, invigt 1892
- Gamla lasarettet i Umeå, paviljong 1898
- Mariebergs sjukhus, Kristinehamn
- Tingshuset, Kristinehamn
- Stadshotellet, Kristinehamn
- Jubileumssanatorierna
  - Hålahults sanatorium, Ervalla 1900
  - Hässleby sanatorium, Mariannelund 1901
  - Österåsens sanatorium, Sollefteå 1901
- Umeå Lasarett, första etappen 1907
- Sankta Gertruds sjukhus, Västervik, invigt  1912
- Säters sjukhus, Säter, invigt 1912
- Officerspaviljongen, Marma Läger, Älvkarleby 1885
- Generalstabens stalletablissement, Stockholm
- Bergslagsbanans stationshus i Göteborg
- Villa Korndal, Mölndal, Göteborg
- Ränneslövs kyrka, Laholm

## Bilder

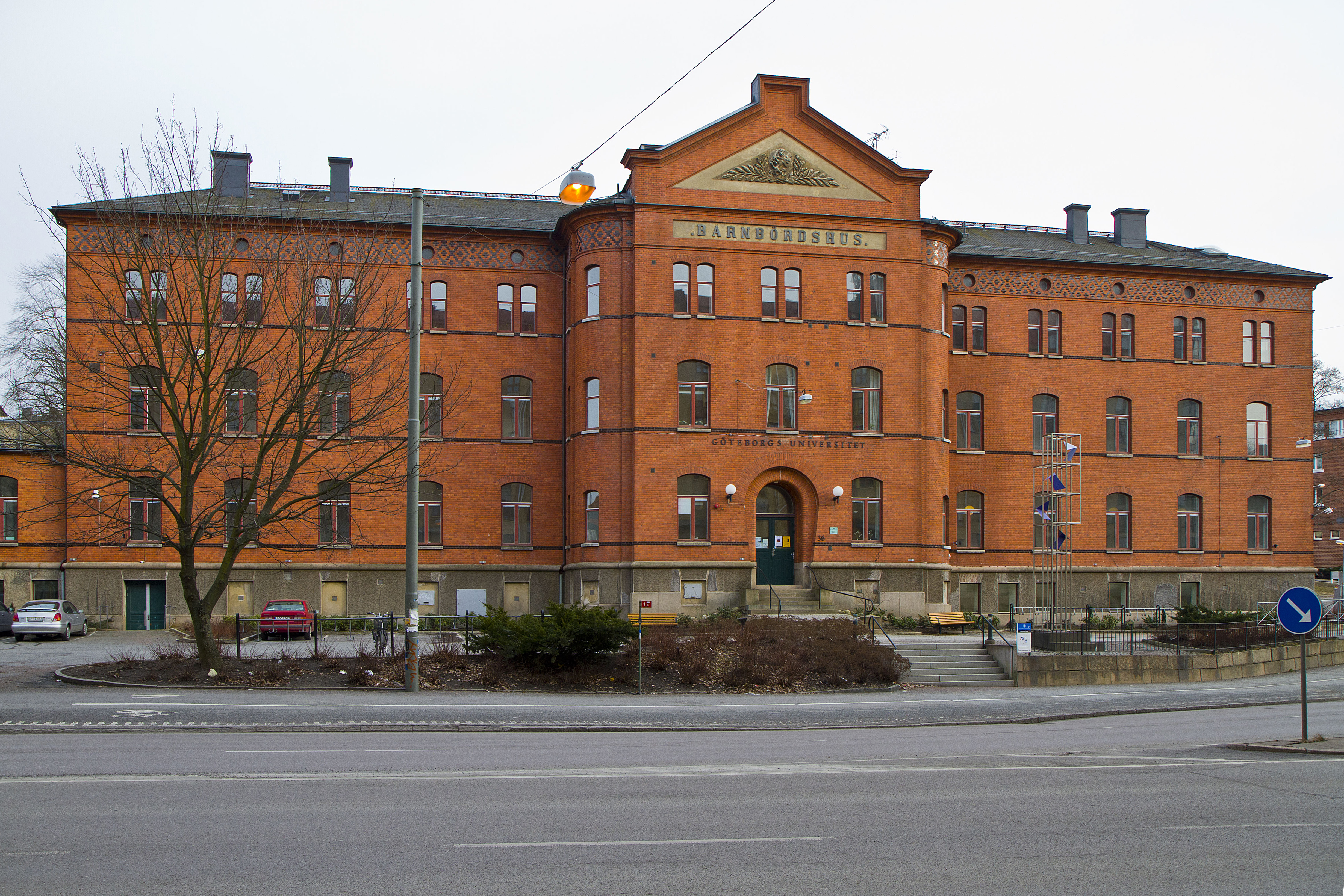
Barnbördshuset i Göteborg
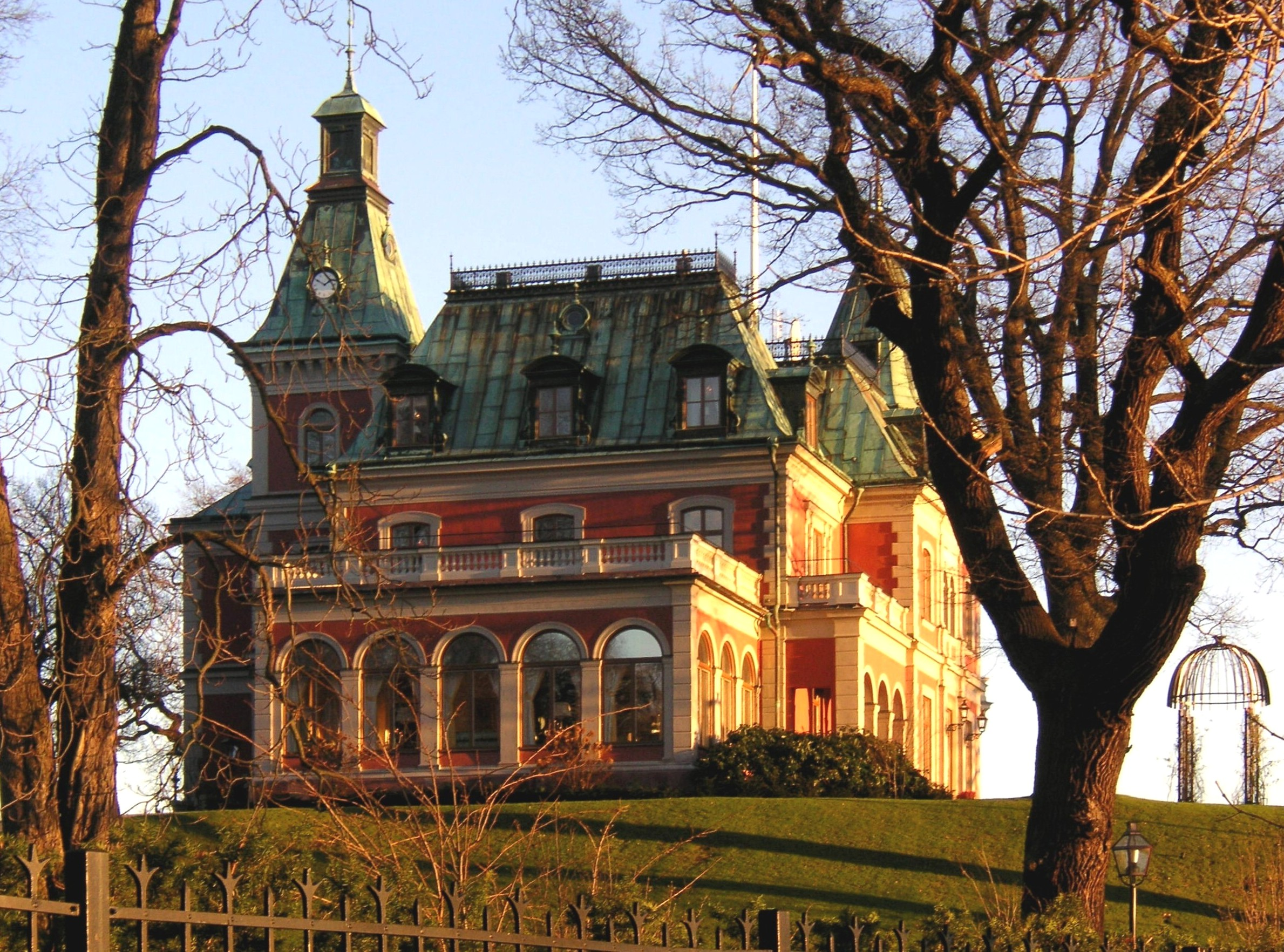
Täcka udden, Djurgården, Stockholm
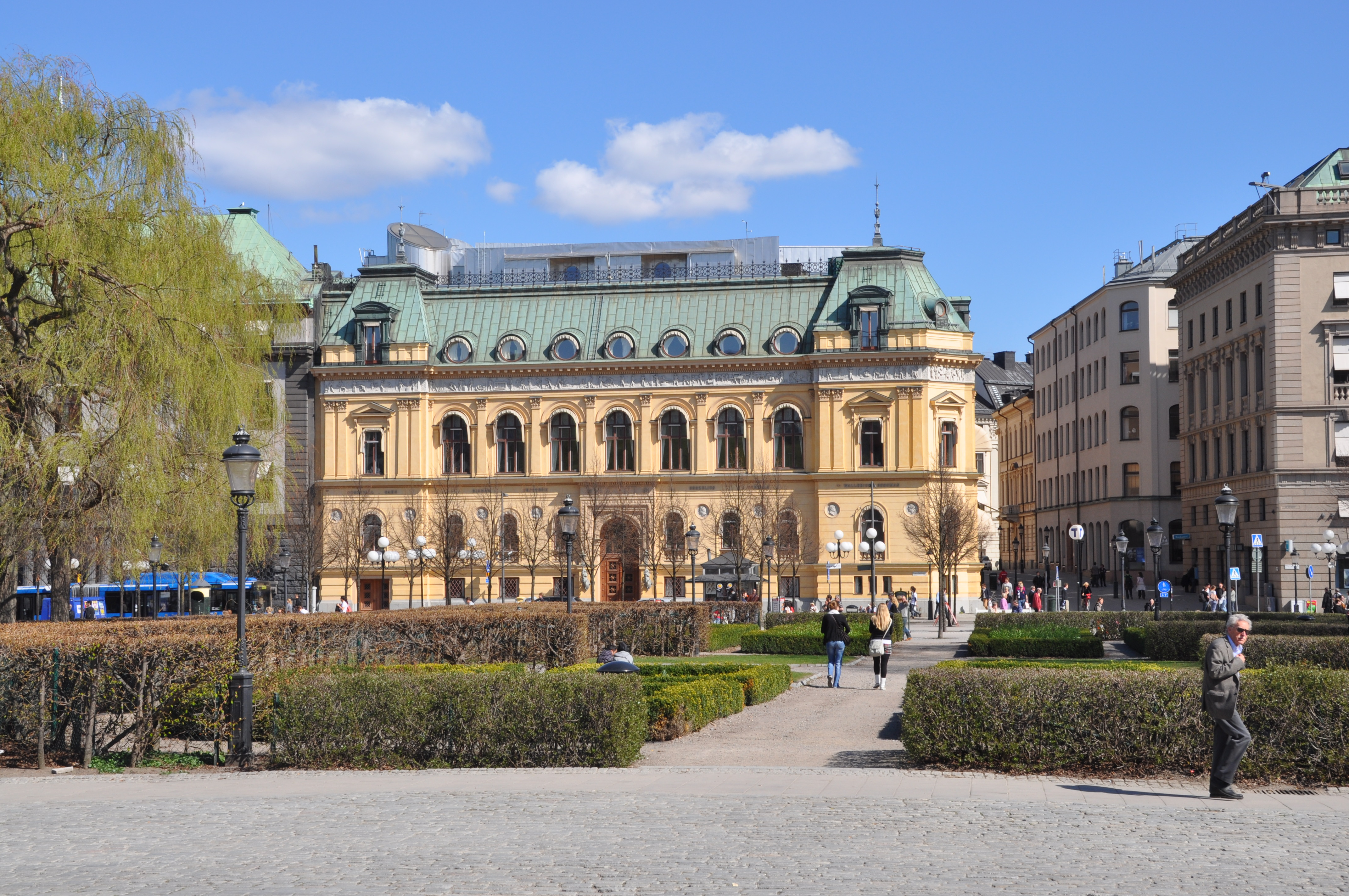
Jernkontoret, Stockholm
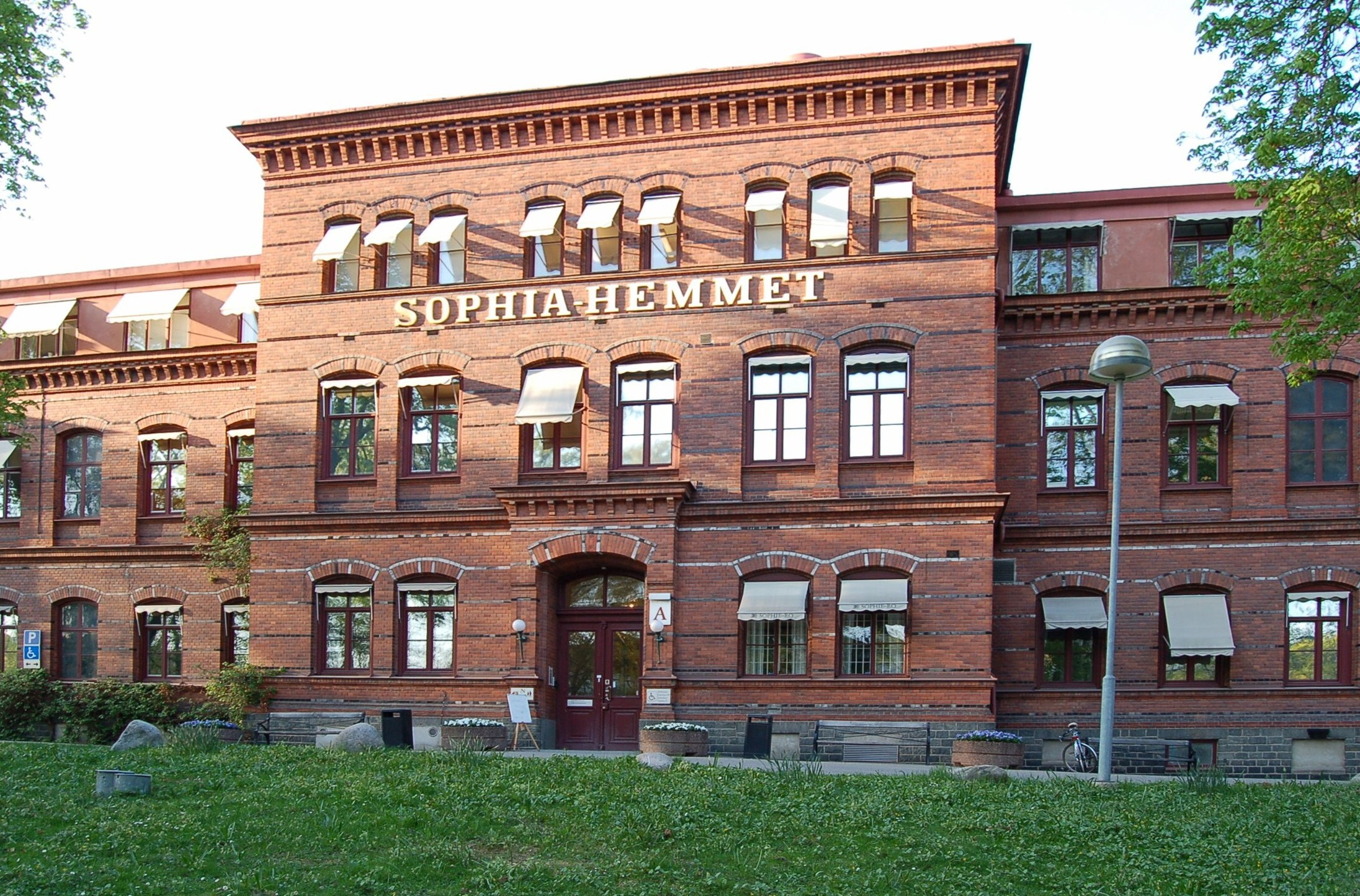
Sofiahemmet, Stockholm
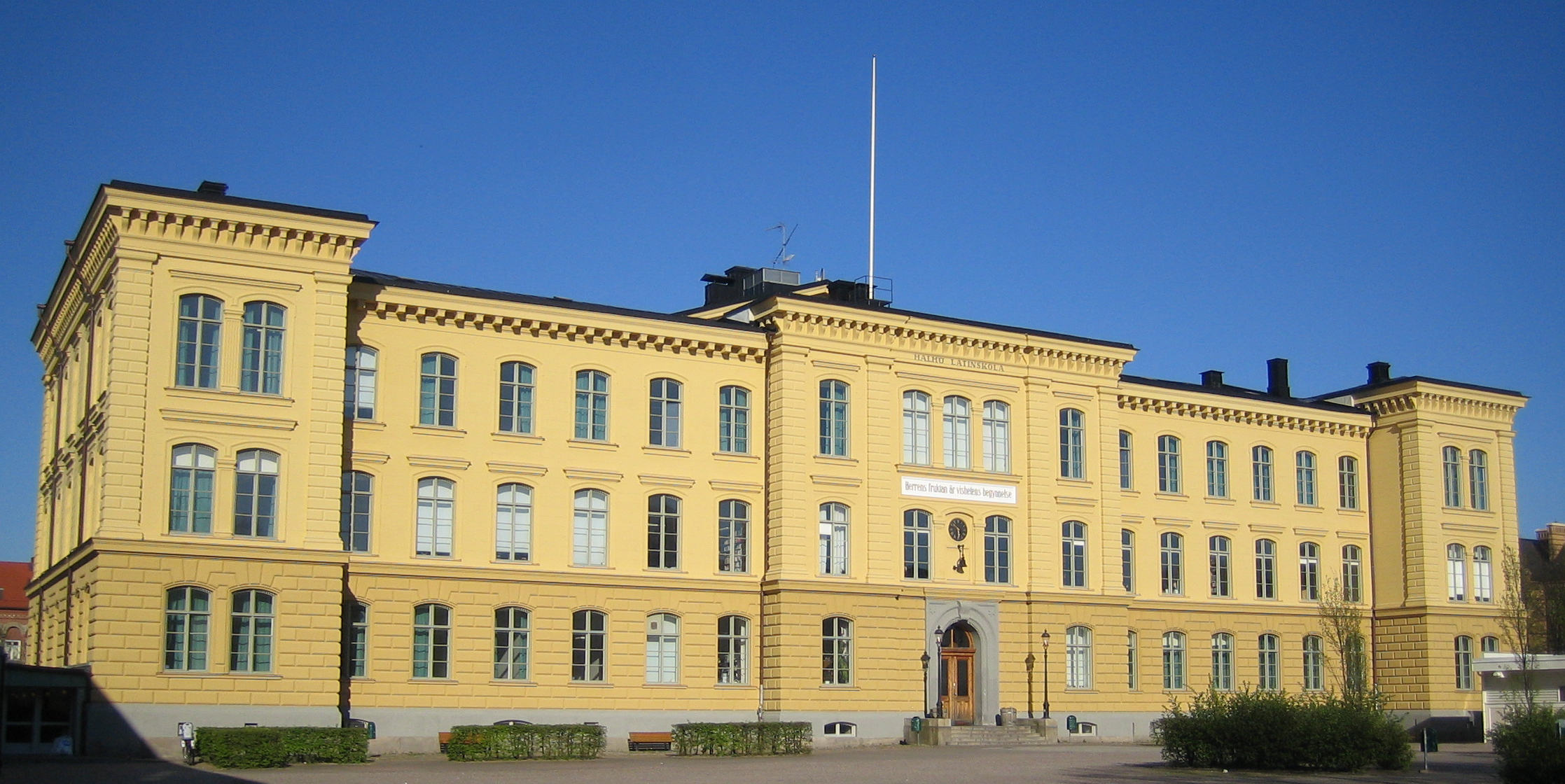
Malmö latinskola
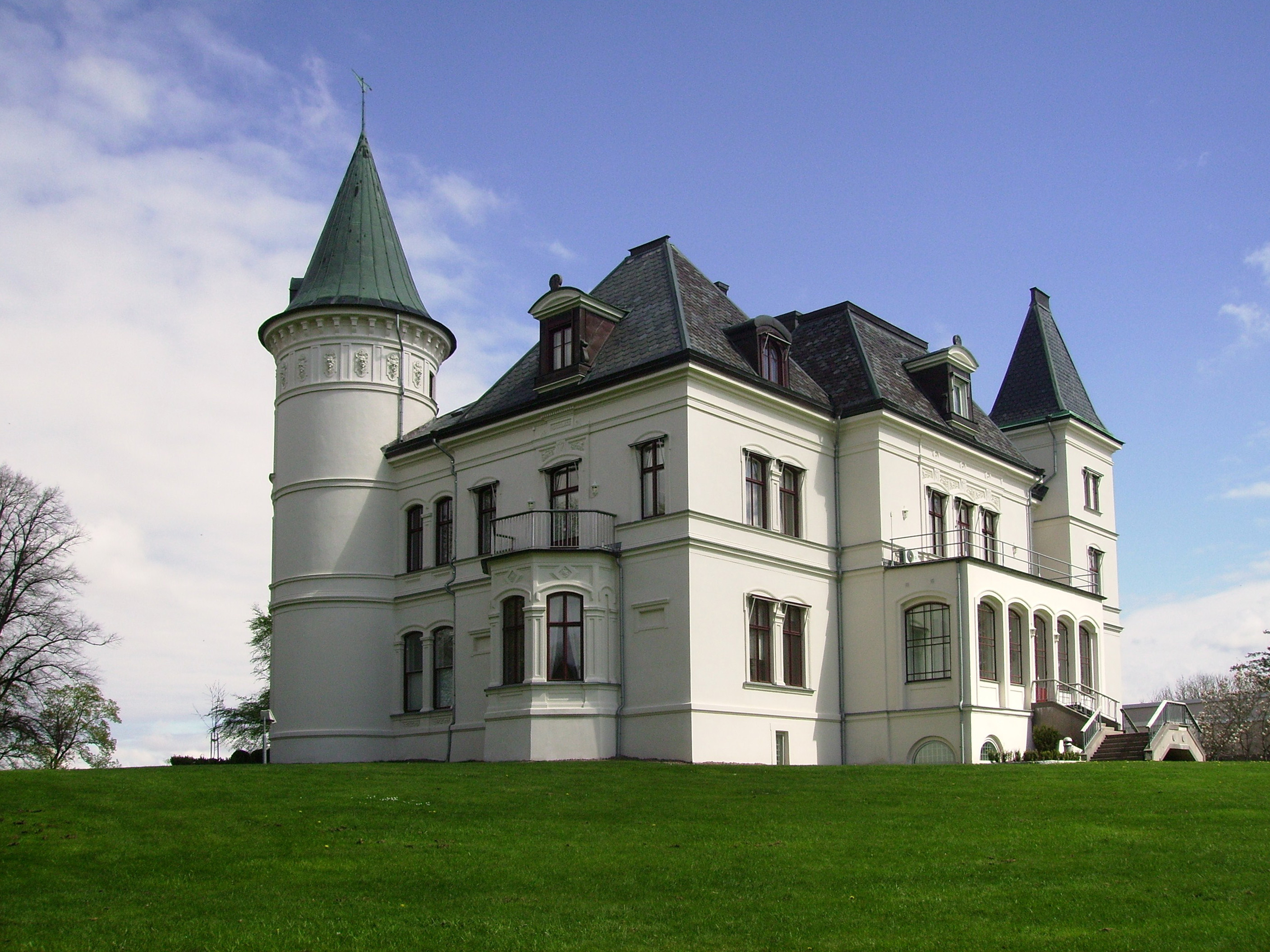
Stora Torp, Göteborg
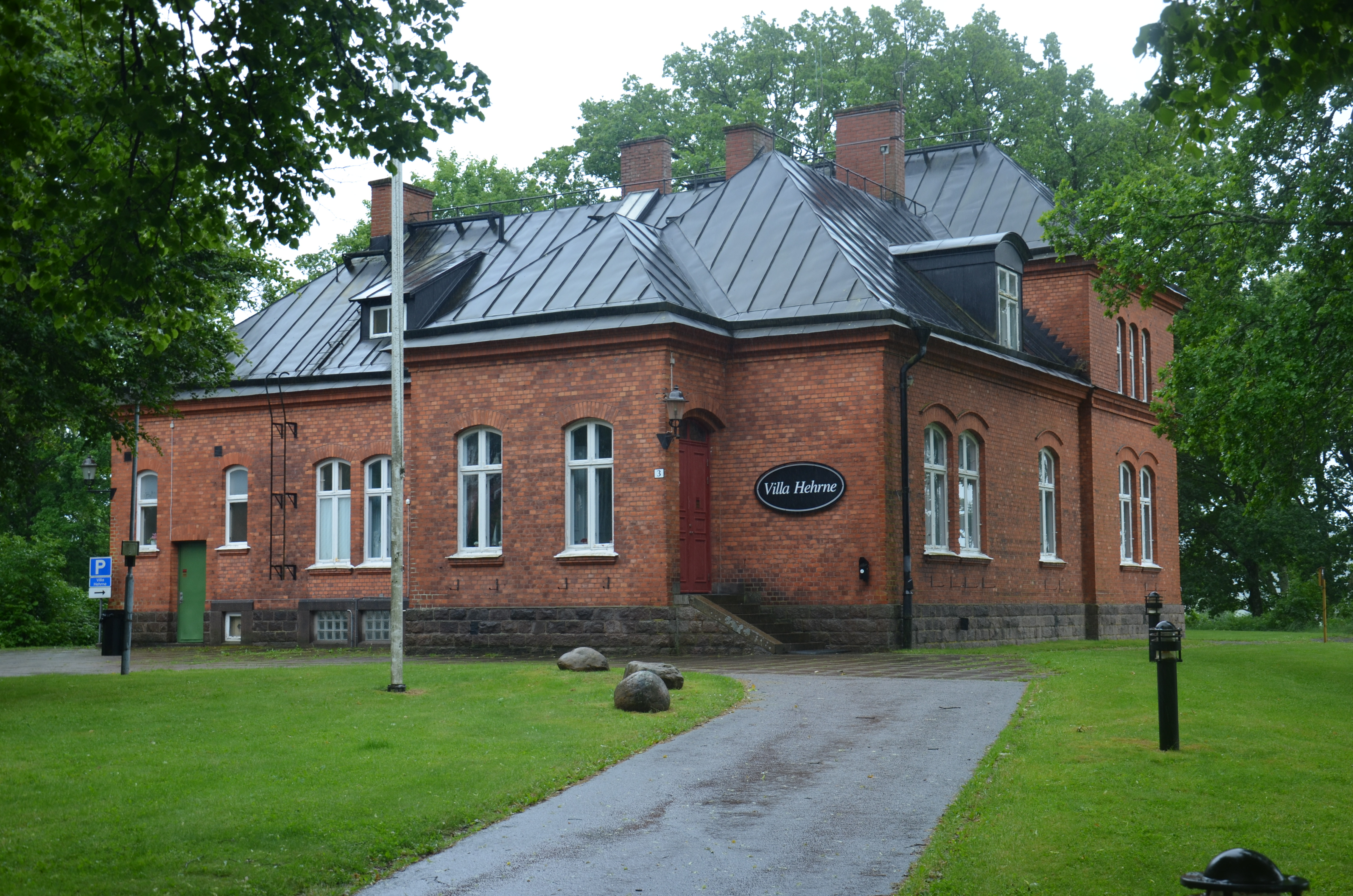
Överläkarvillan på Restads sjukhus i Vänersborg
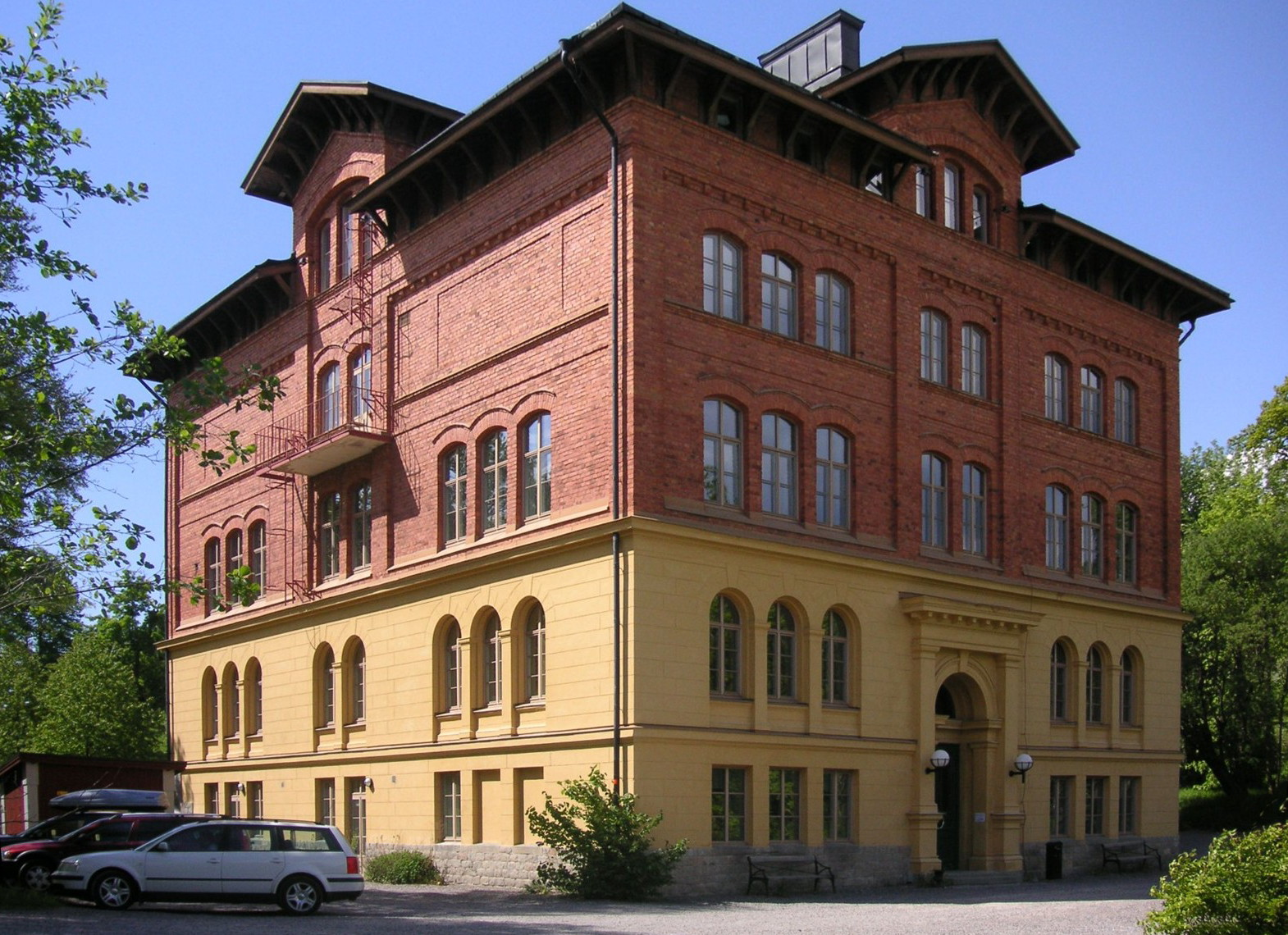
Före detta skolbyggnaden Rådan, Sollentuna